# 長春有軌電車900系電車
900系は、中国・吉林省長春市の路面電車である長春有軌電車で使用されている路面電車車両。製造企業の瀋陽新陽光機電気科技技術公司からは「SY-YG16-B/D型」という形式名で呼ばれている。

## 概要・運用
瀋陽新陽光機電気科技技術公司（沈阳新阳光机电科技有限公司、SMEST）で製造された、2020年時点における長春有軌電車の最新鋭車両。車体の前後に運転台が存在する両運転台のボギー車で、両側面に3箇所づつ存在する乗降扉（プラグドア）のうち中央は両開きとなっている。座席配置は全席ロングシートで、地下鉄と同様の車内レイアウトとなっている。主電動機には誘導電動機が用いられ、国際的に普及している最新技術であるVVVFインバータ制御方式が採用されている他、冷暖房双方に対応した空調装置も設置されている。電気機器は内蔵されているコンピュータによる自動管理・診断が実施され、これらの結果や車両の現在位置、走行経路などの各種情報は運転台に設置されたディスプレイに表示される。
2012年から営業運転に使用されており、54路に加えて2014年に営業運転を開始した55路にも投入されている。

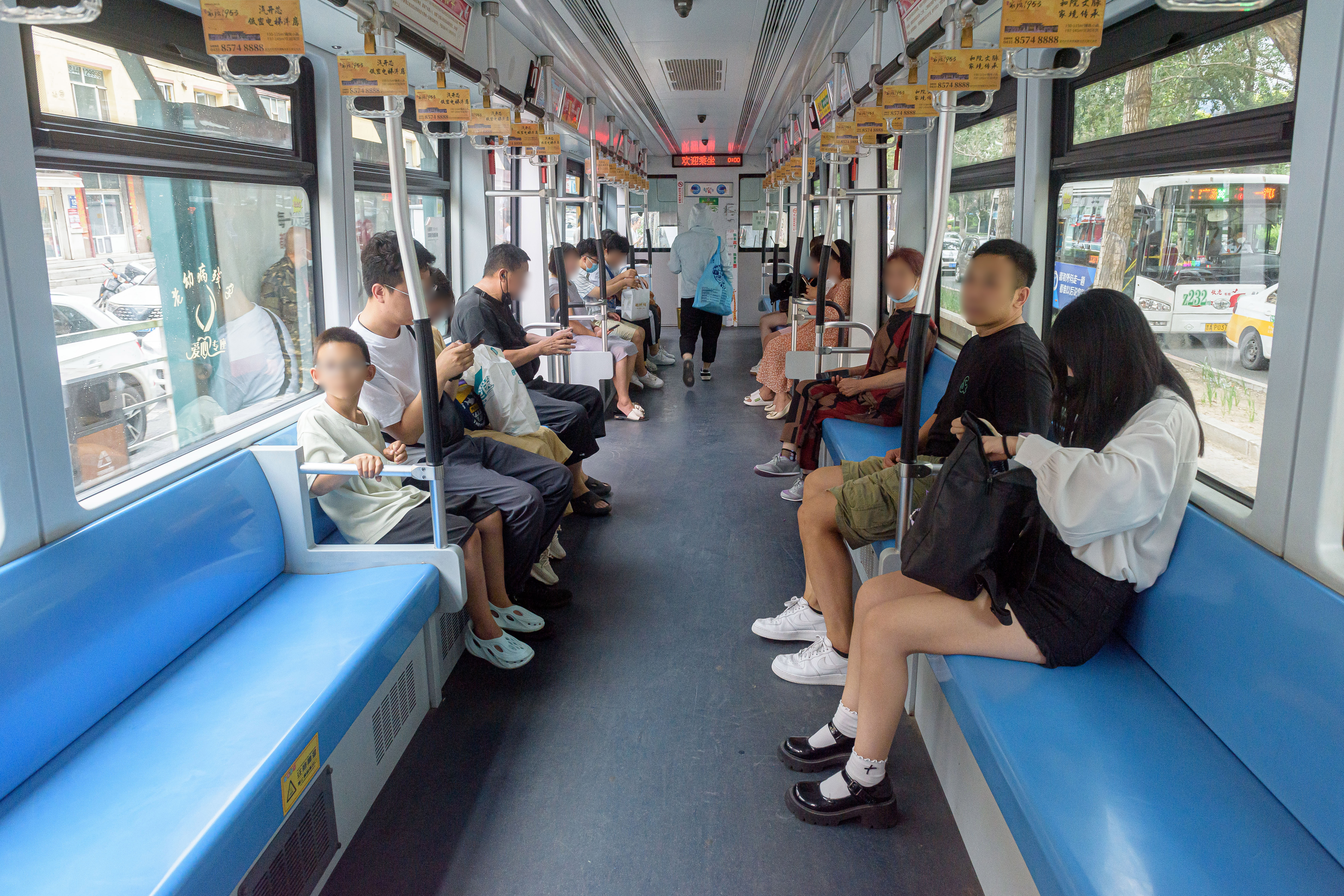
車内
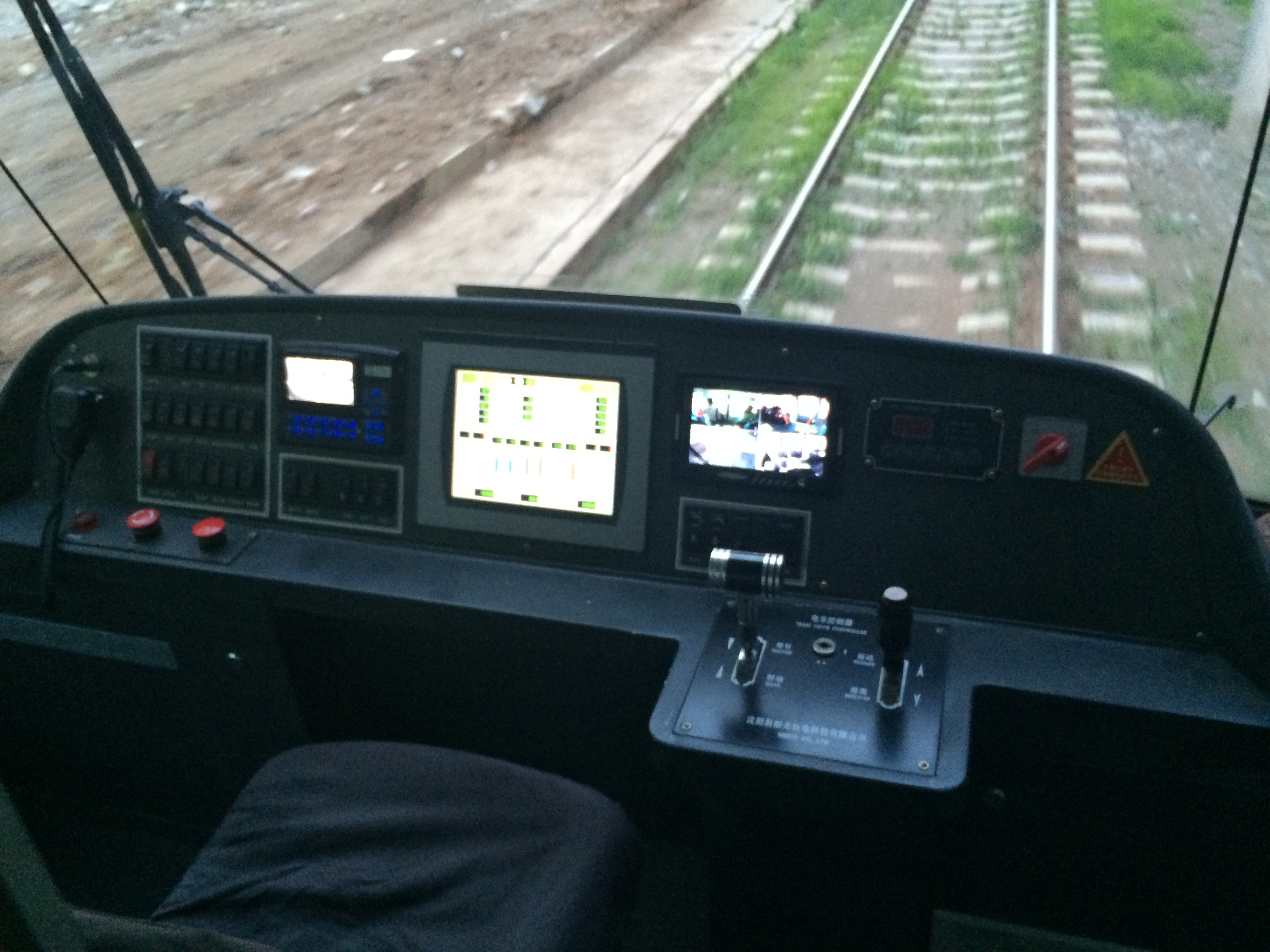
運転台